# Âge d'or des comics
Vous lisez un « article de qualité » labellisé en 2015.  Il fait partie d'un « thème de qualité ».
Pour les articles homonymes, voir Âge et L'Âge d'or.
L’âge d'or des comics est, dans l'histoire de la bande dessinée américaine, la période qui va de 1938 à 1954. En 1933, Max Gaines crée le format du comic book qui consiste à rééditer des bandes dessinées à succès, appelées comic strips, déjà publiées dans les journaux, mais c'est en 1938, avec l'apparition dans les pages d'Action Comics de Superman, archétype du super-héros, que l'on date le plus souvent le début de cette période. Le comic book est alors un élément important de la culture populaire ; le prix est modique (10 cents), et les ventes atteignent souvent le million d'exemplaires. L'entrée en guerre des États-Unis en 1941 ne nuit pas à la bonne santé du secteur ; au contraire, les super-héros patriotiques attirent un important lectorat, dont de nombreux militaires envoyés sur le front.
Si la naissance de Superman sert à dater le début de l'âge d'or, cela ne signifie pas que le super-héros est le seul genre proposé. Durant cette période il se vend aussi des comics humoristiques, des adaptations de dessins animés, des comics d'horreur, des romance comics, etc. Toutefois, si un grand nombre de titres existent, la qualité est loin d'être au rendez-vous pour tous. Quelques grands noms se détachent mais la majeure partie des comics publiés souffrent de la faiblesse du scénario ou du dessin. Malgré ces défauts, qui tendent à disparaître après la Seconde Guerre mondiale, le comics reste un élément essentiel de la culture populaire. Il diffuse des messages politiques, voire des récits de propagande contre le nazisme et, plus tard, contre le communisme. L'influence que ces œuvres peuvent avoir sur des esprits juvéniles inquiète les parents et, après des campagnes cherchant à censurer les comics, un sous-comité sénatorial est chargé d'évaluer la dangerosité de ceux-ci. Craignant l'instauration d'une censure d'État, les éditeurs mettent en place un organisme de contrôle des comics, le Comics Code Authority, ce qui oblige plusieurs maisons d'édition à mettre la clé sous la porte.

## Dénomination
Le terme d’« âge d'or des comics » apparaît en février 1966 dans la lettre d'un lecteur publiée dans le no 42 de Justice League of America ; faisant référence à la politique de DC Comics consistant à recréer les super-héros des années 1940, il affirme : « Si vous continuez à ressusciter les héros de l'âge d'or, dans vingt ans les gens parleront de cette décennie comme des sixties d'argent »,. Lecteurs et critiques s'emparent de l'expression qui devient usuelle et amène la création d'autres formules bâties sur le même modèle : âge victorien, âge de platine, âge atomique (qui désigne chez quelques historiens des comics la période qui se situe entre l'âge d'or et l'âge d'argent), âge de bronze et âge moderne.

## Histoire

### Origines

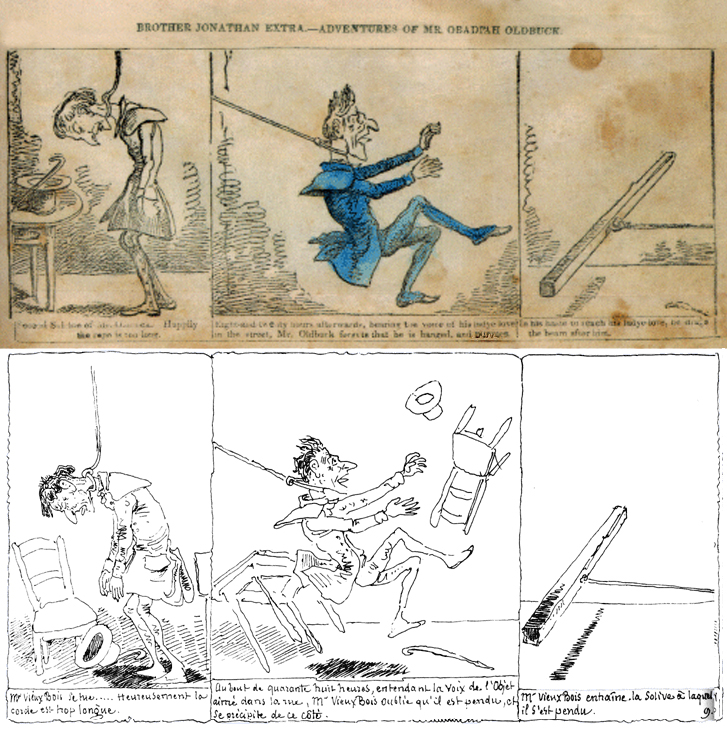
Comparaison entre Les amours de M. Vieux-bois et The Adventures of Obadiah Oldbuck.

L'histoire de la bande dessinée américaine remonte au milieu du XIXe siècle lorsque des éditions pirates de la bande dessinée Les Amours de monsieur Vieux Bois, de Rodolphe Töpffer, sont publiées sous le titre The Adventures of Obadiah Oldbuck. Toutefois, il faut attendre l'apparition de la bande dessinée dans les journaux sous la forme de comic strips pour que cet art graphique se développe. Cette période qui va du milieu du XIXe siècle aux années 1930 est parfois divisée en deux parties nommées âge victorien (1828-1882) et âge de platine (1883-1938). Même si tous les critiques ne reprennent pas cette division, il existe un consensus pour faire de l'année 1938 une date particulière car elle marque l'apparition de Superman de Jerry Siegel et Joe Shuster dans Action Comics no 1, publié par DC Comics,.
Avant 1938, la bande dessinée américaine a déjà connu une révolution avec la création du format comic book en 1933. Cette année-là, Max Gaines, qui connait une période financièrement difficile, après avoir travaillé entre autres comme directeur d'école, ouvrier ou encore mercier, retourne avec sa famille chez sa mère pour y être hébergé gratuitement. Là, il retrouve les vieux comic strips des journaux de son enfance et a l'idée de les relier en un petit livret,. Il propose d'abord à des entreprises d'utiliser ces comic books comme cadeaux offerts avec l'achat de produits de consommation. Le projet connaît un grand succès et cela permet à Gaines de convaincre la société d'imprimerie Eastern Color Printing de publier un comic book vendu par les marchands de journaux. Le contenu est exclusivement constitué de reprises de séries parues précédemment dans la presse. La même année paraissent deux comics :  Detective Dan, Secret Operative No. 48, qui est le premier dans lequel est publié un récit inédit, et The Adventures of Detective Ace King, tous deux édités par la société Humor Publication. Aucun de ces pionniers des comic books ne dépasse le premier numéro et leur manque de notoriété les fait tomber dans l'oubli. De ce fait, le premier comic book retenu par l'histoire, vendu et non donné, paraît en février 1934 et s'intitule Famous Funnies. Il comporte 68 pages et coûte 10 cents ; il reprend, entre autres, Joe Palooka, Mutt and Jeff, Hairbreadth Harry. Son succès amène la création de nouvelles maisons d'édition spécialisées dans ce format qui achètent les droits d'édition de comic strips. Ces derniers ne sont bientôt plus assez nombreux pour satisfaire la demande et les éditeurs sont amenés à chercher des séries inédites pour remplir leurs revues.
En février 1935, l'un de ces éditeurs, le major Malcolm Wheeler-Nicholson, propriétaire de National Allied Publications, lance un magazine de bandes dessinées, au format tabloïd, constitué uniquement de séries inédites et intitulé New Fun Comics. Les histoires sont inintéressantes et mal dessinées et la revue semble condamnée mais, dans le sixième numéro, apparaît un nouveau personnage, le Doctor Occult, créé par Jerry Siegel (scénario) et Joe Shuster (dessin). Ce personnage, qui lutte contre des créatures fantastiques comme les vampires, connaît une transformation à partir du quatorzième numéro (octobre 1936) de More Fun Comics, qui a pris la suite de New Fun Comics ; il peut dorénavant voler, est doté d'une super-force et porte une cape rouge et un costume bleu. Superman n'est encore qu'un projet refusé par les éditeurs, mais Siegel et Shuster utilisent déjà des caractéristiques du futur premier super-héros. Ces deux auteurs participent aussi au premier numéro de Detective Comics, publié en mars 1937, avec la série Slam Bradley, qui met en scène un détective privé. Wheeler-Nicholson est à ce moment obligé de céder des parts de sa société à Harry Donenfeld et Jack Liebowitz pour éviter la faillite. National Allied Publications devient alors Detective Comics, Inc., abrégé ensuite en DC Comics.

### Naissance des super-héros

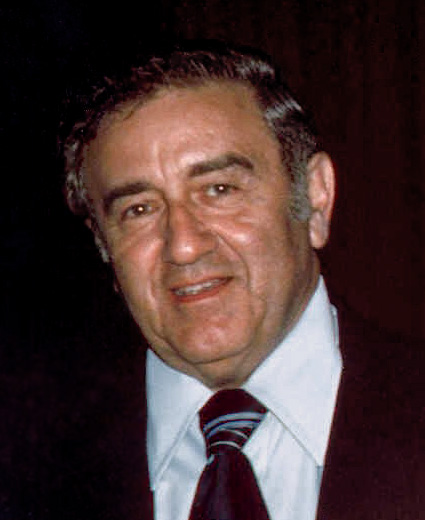
Jerry Siegel, cocréateur de Superman (photographié en 1976).

En avril 1938, DC Comics lance un nouveau comics nommé Action Comics dans lequel apparaît Superman, le premier super-héros créé par Joe Shuster et Jerry Siegel. Superman était un projet déjà ancien et avait été présenté à plusieurs maisons d'édition qui l'avaient toutes refusé. C'est grâce à Max Gaines que Siegel et Shuster travaillent de nouveau à leur création et que Donenfeld et Liebowitz, qui ont entretemps racheté toutes les parts de Wheeler-Nicholson, se laissent convaincre de le publier. Les deux artistes reçoivent 10 $ par page soit 130 $ au total à se partager et, de ce fait, perdent tous les droits sur leur création au profit de DC Comics. Le succès est immédiat et de nouveaux comics de super-héros ou des séries dérivées sont créés pour profiter de cet engouement. Le 16 janvier 1939 paraît le premier strip de Superman scénarisé par Siegel et dessiné par Shuster. Mais DC Comics ne se contente pas d'être l'éditeur de Superman et d'autres super-héros voient le jour. The Sandman, de Gardner Fox et Bert Christman, apparaît en avril 1939 dans New York World's Fair Comics et, en mai 1939, dans le no 27 de Detective Comics, surgit Batman de Bob Kane et Bill Finger,,. Un nouveau comic book, portant le nom de Superman, sort à l'été 1939. Joe Shuster n'est pas capable de dessiner les aventures de son héros dans tant de comics, aussi est-il obligé d'engager des assistants parmi lesquels se trouvent Wayne Boring et Ira Yarbrough.

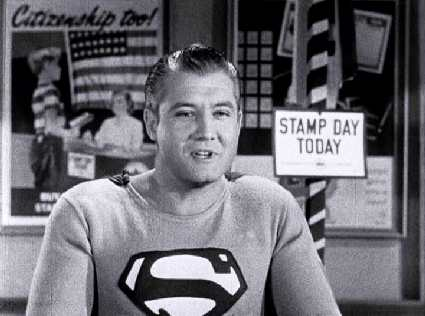
Superman interprété par George Reeves.

Constatant que Superman attire les lecteurs, des éditeurs de comics décident de copier le personnage. Ainsi Victor Fox, ancien salarié de DC Comics et propriétaire de Fox Comics, demande au studio de Jerry Iger et Will Eisner de créer un super-héros semblable à Superman. Malgré les réticences d'Eisner, Iger convainc son partenaire d'accepter la demande et, en mai 1939, sort Wonder Comics dans lequel apparaît le super-héros Wonder Man,. Les ressemblances entre ce personnage et Superman sont trop importantes et National Allied dépose une plainte à la suite de laquelle Fox Comics est condamnée. Le jugement en appel confirme qu'il y a violation du copyright et interdit à Fox de publier des récits qui plagient Superman, sans cependant condamner Fox à une amende,.
Cela n'empêche pas la multiplication des éditeurs tels que Fawcett Publications, Timely, Lev Gleason Publications qui proposent un flot important de super-héros en tous genres. Timely présente ainsi Namor l'Atlante (Namor the Sub-Mariner), de Bill Everett, ou Human Torch de Carl Burgos, tous deux publiés dans Marvel Comics en novembre 1939. All-American Publications, fondé par Max Gaines en 1939, publie dans Flash Comics les aventures de Flash de Gardner Fox (scénario) et Harry Lampert (dessin), et celles de Hawkman de Fox et Dennis Neville, ; viennent ensuite Green Lantern de Bill Finger (scénario) et Martin Nodell (dessin) notamment. Fawcett Publications édite, à partir du no 2 de Whiz Comics, les aventures de Captain Marvel de Bill Parker et C. C. Beck. Les ventes du comics s'envolent et celui-ci devient le titre le plus vendu. En juin 1940 paraît la première histoire du Spirit, de Will Eisner, dans un supplément de 16 pages distribué dans plusieurs journaux grâce au système de la syndication.
L'univers des super-héros se développe et les innovations se succèdent. Dans un premier temps, les auteurs créent des héros adolescents, assistants du personnage principal. Le premier personnage concerné est Batman, qui, en 1940 dans Detective Comics no 38, accueille Robin. Des super-héroïnes apparaissent aussi telles Red Tornado, créée par Sheldon Mayer ou Wonder Woman de William Moulton Marston, dont les aventures sont éditées par All-American Publications. All-American, bien qu'elle soit distincte financièrement de DC Comics, partage certains éléments avec celle-ci ; le logo de DC apparaît souvent sur les couvertures de All-American et chacune des maisons fait de la publicité pour l'autre. Elles vont plus loin en publiant un comic book, édité par All-American et intitulé All Star Comics, dans lequel se retrouvent des héros des deux entreprises. Les deux premiers numéros sont des anthologies dans lesquelles se retrouvent Flash, Hawkman, le Spectre (apparu dans More Fun Comics no 52, scénarisé par Jerry Siegel et dessiné par Bernard Baily), Hourman (créé par Bernard Baily (dessin) et scénarisé par Ken Fitch dans Adventure Comics), Green Lantern, Sandman, Johnny Thunder (créé par John B. Wentworth (scénario) et dessiné par Stan Aschmeier) et quelques autres. C'est à la fin de 1940, dans le troisième numéro de All Star Comics, qu'est créée la première équipe de super-héros nommée Justice Society of America et rassemblant des personnages auparavant solitaires. La série connaît un grand succès et cette idée de regrouper des héros qui jusque-là s'ignoraient a été jugée par certains presque aussi importante que la création même des super-héros. Au printemps 1940, la notion d'« univers commun » dans lequel vivaient des personnages présentés par le même éditeur, était déjà apparue chez Timely puisque dans les numéros 8 et 9 de Marvel Mystery Comics, Human Torch avait combattu Namor.

### Les autres genres
Même si les comics de super-héros créent un nouveau genre qui n'existait alors dans aucun autre média, cela ne signifie pas qu'il est le seul proposé aux lecteurs. L'âge d'or des comics présente une grande diversité de genres tels le western, les aventures dans la jungle, les comics humoristiques, ceux dont les héros sont des animaux humanisés comme Mickey Mouse ou Bugs Bunny (tous deux publiés par Dell Comics), les adaptations de film, etc. D'ailleurs, l'éditeur le plus important de l'époque est Dell Comics qui représente 1/3 des ventes totales et qui ne s'intéresse pas aux super-héros. En 1954, Dell vend plus de 300 millions de comics, tous titres confondus, dont certains sont vendus chaque mois à environ un million d'exemplaires.

#### Les comics animaliers
Aucun des comics de Dell ne propose de super-héros mais beaucoup mettent en scène des héros de Disney (dans Walt Disney's Comics and Stories), des personnages de la Warner Bros. ou de Walter Lantz. Ces comics sont ceux qui ont le plus de succès, bien loin devant ceux de DC Comics, Timely ou Fawcett ; Walt Disney's Comics and Stories se vend constamment à plus de 3 millions d'exemplaires durant l'année 1953. Il est l'héritier de Mickey Mouse Magazine qui existait depuis 1933. Au mois d'octobre 1942, Donald Duck est, pour la première fois, le héros d'une aventure. Celle-ci est publiée dans le no 9 de Four Color ; il est dessiné par Carl Barks, qui signe là son premier comics mettant en scène un personnage de la famille Duck. En octobre 1947, Barks présente dans le no 178 de Four Color la première aventure dans laquelle se trouve Oncle Picsou. La famille Duck n'est pas la seule à être utilisée dans des comics animaliers, Mickey est bien sûr présent et on retrouve aussi d'autres personnages tels que Dumbo ou P'tit Loup. En dehors des créations de Walt Disney, celles de Walter Lantz comme Andy Panda ou Woody Woodpecker, ou celles de la Warner Bros. (Bugs Bunny, Daffy Duck, etc.) sont aussi adaptées en bande dessinée sans cependant atteindre la qualité des productions de Disney. Dell, bien qu'elle domine le marché des animaux humanisés, n'est pas la seule à produire des comics de ce genre. DC Comics publie Real Screen Comics et Funny Stuff et Timely propose des adaptations de Super-souris à partir de 1946. Charlton Comics publie à partir de mars 1953 Atomic Mouse, qui devient son titre le plus vendu et dans lequel, en décembre 1954, Neal Adams fait ses débuts. D'autres dessinateurs importants ont fourni quelques bandes dessinées animalières lorsqu'ils étaient encore inconnus. Il en va ainsi de Harvey Kurtzman, de Frank Frazetta ou, dans une moindre mesure, de Jack Kirby, lequel, à son retour de la guerre, dessine les aventures de Lockjaw the alligator.

#### Les comics d'aventure
Le genre de l'aventure, sous toutes ses formes (policier, western, aventures dans la jungle, etc.), est fortement représenté dans les comics. Les auteurs s'inspirent parfois de romans ou de films qui ont déjà exploré ce genre, alors que le genre des super-héros naît avec cette nouvelle forme d'expression. Le premier western publié sous la forme de comic strip, Little Joe d'Edwin Leffingwell, date de 1933 et un western apparaît dans Action Comics no 1. Le genre se retrouve donc très tôt dans les comics. Red Ryder est d'abord un comic strip, publié à partir du 6 novembre 1938 avant de devenir, en novembre 1940, un personnage de comic book. En septembre 1940, les aventures radiophoniques de Tom Mix sont adaptées en comics. Après une interruption durant la guerre, un comics publié par Fawcett lui est consacré de 1948 à 1953. Roy Rogers, autre célèbre cow-boy dont les aventures sont racontées à la radio ou au cinéma, passe au comics en mars 1944 dans le no 34 de Four Color de Dell Comics. Enfin The Lone Ranger est d'abord adapté en strips en 1938 puis en comic book la même année bien qu'il s'agisse de reprises des strips. Les aventures originales commencent en août 1951.
Les comics de science-fiction, si l'on excepte ceux consacrés aux super-héros, ont au contraire du mal à trouver des lecteurs alors que les comic strips présentaient depuis plusieurs années des héros tels que Buck Rogers ou Flash Gordon. L'après seconde guerre mondiale voit apparaître de nouvelles tentatives dont certaines sont réussies. Ainsi EC Comics publie-t-il Weird Science et Weird Fantasy de 1950 à 1953 avant de fusionner les deux titres en Weird Science-Fantasy de 1954 à 1955. Ce dernier est arrêté lorsque EC cesse d'éditer des comics après l'instauration du Comics Code. A contrario, les comics dont le sujet est l'aventure dans la jungle sont un succès. La raison essentielle est la présence de jeunes femmes qui apparaissent, à l'époque, comme peu vêtues. La mise en place du Comics Code, qui interdit toute allusion à la sexualité, amène la fin brutale du genre. Seul Tarzan, le premier héros de la jungle, continue à vivre des aventures dans des comic strips et des comic books publiés par Dell Comics. Les séries policières connaissent le même sort. Elles apparaissent très tôt dans les journaux puis dans les comic books et connaissent un certain succès. Dans Famous Funnies sont réimprimés les strips de War on Crime, et Detective Comics, avant d'être un magazine dont Batman est la vedette, a été un comics policier. Les auteurs s'inspirent plus des romans et des films noirs de l'époque que des romans du XIXe siècle et l'action est préférée à la réflexion. Cela aboutit en 1942 à la création de Crime Does Not Pay publié par Lev Gleason qui annonce la vague des noir comics, accusés plus tard de présenter le crime sous des aspects séduisants.
Enfin, d'autres éditeurs comme Gilberton, qui publie les Classics Illustrated, adaptations dessinées de classiques de la littérature mondiale, refusent aussi de publier des histoires de super-héros et préfèrent se consacrer à des genres plus classiques.

### La Seconde Guerre mondiale

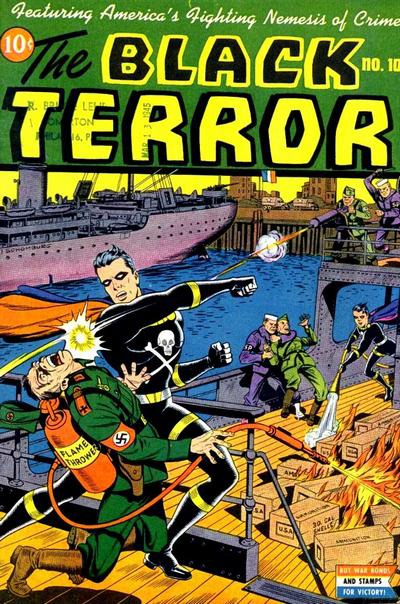
Exemple de comics de la Seconde Guerre mondiale : Black Terror no 10 (mai 1945).

En 1939, Martin Goodman lance le premier numéro de Marvel Comics, rebaptisé dès son deuxième numéro Marvel Mystery Comics. Il passe par le studio Funnies Inc., qui emploie Joe Simon. Pour éviter les intermédiaires, Goodman engage celui-ci comme rédacteur en chef. Simon partage alors son temps entre Timely et Fox Feature Syndicate, où il rencontre Jack Kirby. Les deux hommes fondent un studio et proposent plusieurs créations à Timely. L'une d'elles, Captain America, rencontre un succès important et donne naissance au genre du super-héros patriotique. Le premier numéro de Captain America paraît en décembre 1940 et les ventes atteignent le million d'exemplaires. La maison d'édition MLJ publiait déjà les aventures de The Shield, créé par Harry Shorten (scénario) et Irv Novick (dessin), dans Pep Comics depuis 1939-1940, et le personnage avait assez de succès pour être également publié dans un comics mentionnant son nom dans le titre, Shield-Wizard Comics. C'est néanmoins Captain America qui reste dans les mémoires comme l'archétype du super-héros patriotique. Le succès de celui-ci amène le développement, toujours par Simon et Kirby, de la série Young Allies pour Timely. Ce titre présente les exploits de Toro et Bucky, les protégés respectifs de Human Torch et Captain America, luttant contre les nazis avec d'autres adolescents. Simon et Kirby quittent cependant Timely pour DC Comics en 1941, car Martin Goodman ne respectait pas l'accord financier qu'il avait signé avec eux. Du jour au lendemain, Timely se retrouve sans responsable éditorial. Pour remplacer Joe Simon, Goodman engage en 1942 son cousin par alliance Stanley Lieber, plus connu sous son pseudonyme de Stan Lee. Le dessin de la série Captain America est quant à lui confié à Al Avison, créateur du super-héros Le Bolide.
Après leur arrivée chez DC, Kirby et Simon créent plusieurs séries : un nouveau Sandman, The Newsboy Legion et Boy Commandos. Ce dernier, qui présente des jeunes luttant contre les nazis, est un succès. D'autres super-héros s'engagent ensuite contre le Japon et l'Allemagne, après l'attaque de Pearl Harbor et l'entrée des États-Unis dans la Seconde Guerre mondiale. Plusieurs personnages, comme Namor ou Human Torch, luttaient déjà contre les nazis avant cette date, mais de nombreux éditeurs de comics se mettent à proposer des héros patriotiques à partir de 1942. Les comics de guerre rencontrent également un franc succès chez les soldats comme chez les adolescents. Toutefois, le conflit n'est pas sans conséquences sur le monde des comics : le papier est réquisitionné, ce qui limite les possibilités de créer de nouvelles maisons d'édition et entraîne la disparition de petits éditeurs. De nombreux dessinateurs et scénaristes sont également appelés sous les drapeaux. Pour les remplacer, les éditeurs engagent des artistes sans expérience, et la qualité des comics va s'en ressentir. Jerry Iger choisit plutôt d'engager des femmes comme Lily Renée, Ruth Atkinson, Ann Brewster, Nina Albright, Frances Hopper et Marcia Snyder afin de pallier le départ pour l'armée des auteurs qui travaillent dans son studio.

### L'après-guerre

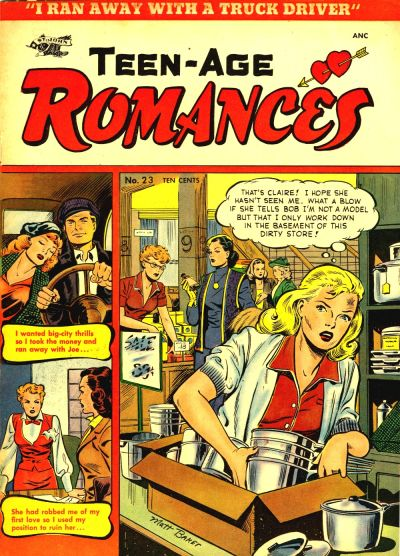
Exemple de romance comics : Teen-Age Romances no 23 (août 1952).

Cette période est parfois nommée « l'âge atomique » des comics. En effet, après les bombardements atomiques d'Hiroshima et Nagasaki et l'essai de la première bombe atomique soviétique, le 29 août 1949, la crainte d'une guerre nucléaire se retrouve comme thème de comics. Des personnages tels qu'Atoman ou Atomic Man apparaissent, tandis que des super-héros établis comme Captain Marvel se dressent contre la menace nucléaire.
Lorsque la Seconde Guerre mondiale s'achève, les super-héros se retrouvent sans adversaires. Durant cinq ans, ils ont combattu des nazis et des Japonais, mais à présent que ceux-ci cessent d'être les ennemis des États-Unis, ils doivent être remplacés par de nouvelles menaces. Sans ces opposants, les comics de super-héros perdent de leur intérêt et les séries s'éteignent peu à peu. Ce sont les autres genres de comics qui s'en sortent alors le mieux, comme les comics policiers ou ceux présentant des personnages de dessins animés. Encore connaissent-ils également une chute de leurs ventes, et dans ces années de l'immédiat après-guerre, le total des ventes de comics, hors ceux de super-héros, n'atteint que la moitié de celles dans la période du conflit. D'autres genres profitent de ce désintérêt pour les super-héros et séduisent de nouveaux lecteurs, en particulier trois dans l'après-guerre : les crime comics, les romance comics et les comics d'horreur.
L'intérêt pour les comics mettant en scène des criminels ne naît pas après la guerre. Dès 1942, Crime Does Not Pay, publié par Lev Gleason Publications, se vend à plus d'un million d'exemplaires. En revanche, les romance comics sont une innovation d'après-guerre, bien que des comics à la thématique proche, racontant les aventures humoristiques d'adolescents (comme celles d'Archie Andrews publié par MLJ) apparaissent dès le début des années 1940. La véritable naissance des comics de romance prend place en juin 1947, lorsque Joe Simon et Jack Kirby écrivent et dessinent le premier numéro de Young Romance édité par Prize Publications. Le succès est immédiat (les ventes triplent entre le premier et le troisième numéro) et attire les autres éditeurs qui ne tardent pas à s'engouffrer dans la brèche,.
Deux ans plus tard arrivent les premiers comics d'horreur, édités par EC Comics. Cette maison d'édition proposait jusqu'alors des comics suivant les modes et les genres classiques (western, romance et histoire criminelle), sans réelle identité propre, et les ventes restaient faibles. Comme l'éditeur William Gaines et son principal scénariste Al Feldstein apprécient les romans et nouvelles horrifiques et les émissions de radio fantastiques, ils décident d'adapter ce genre de récit au format comics : en 1949 paraissent Crypt of Terror et The Vault of Horror, qui marquent le réel début des comics d'horreur après quelques tentatives infructueuses d'autres éditeurs. Ils rencontrent rapidement un grand succès, d'autant que Gaines fait travailler des dessinateurs de talent comme Johnny Craig, Jack Davis, Wally Wood ou encore Harvey Kurtzman, le futur créateur de Mad. Les autres éditeurs s'empressent alors de produire des comics similaires pour profiter de cette mode nouvelle.
En 1950, les comics offrent donc une grande variété de choix qui peuvent toucher les plus jeunes (adaptations de dessins animés), les adolescents (super-héros), les jeunes filles (romances) et les jeunes adultes (comics de gangsters et d'horreur). Les adolescents constituent l'essentiel du lectorat et consomment aussi des comics qui ne leur sont pas destinés, comme les comics de gangsters ou d'horreur, mais ils ne sont pas les seuls. Cette période euphorique ne dure cependant pas. Chez Timely Comics, l'âge d'or se termine avec l'annulation de la série Captain America Comics au no 75 (février 1950), précédée de celle de Sub-Mariner Comics (avec le no 32 en 1949) et l'abandon du titre phare de la série, Marvel Mystery Comics, qui est remplacé par Marvel Tales en juin 1949,. Chez DC Comics, la série Justice Society of America paraissant dans All Star Comics s'arrête, et la revue change de nom au no 58 pour devenir All-Star Western (en). Cet évènement entérine le déclin de la popularité des super-héros, qui a commencé dès la fin de la Seconde Guerre mondiale.
Parmi les genres nouveaux qui sont apparus ou se sont développés après-guerre, celui de la romance, après avoir atteint des sommets, s'effondre rapidement. En 1949, un cinquième des comics vendus, soit 147 titres, sont des romance comics, mais le nombre de séries est divisé par deux entre le premier et le second semestre de l'année 1950, et il ne reste plus que no 30 encore publiées en 1951. Les ventes continuent ensuite leur lent déclin.

### Fin de l'ère

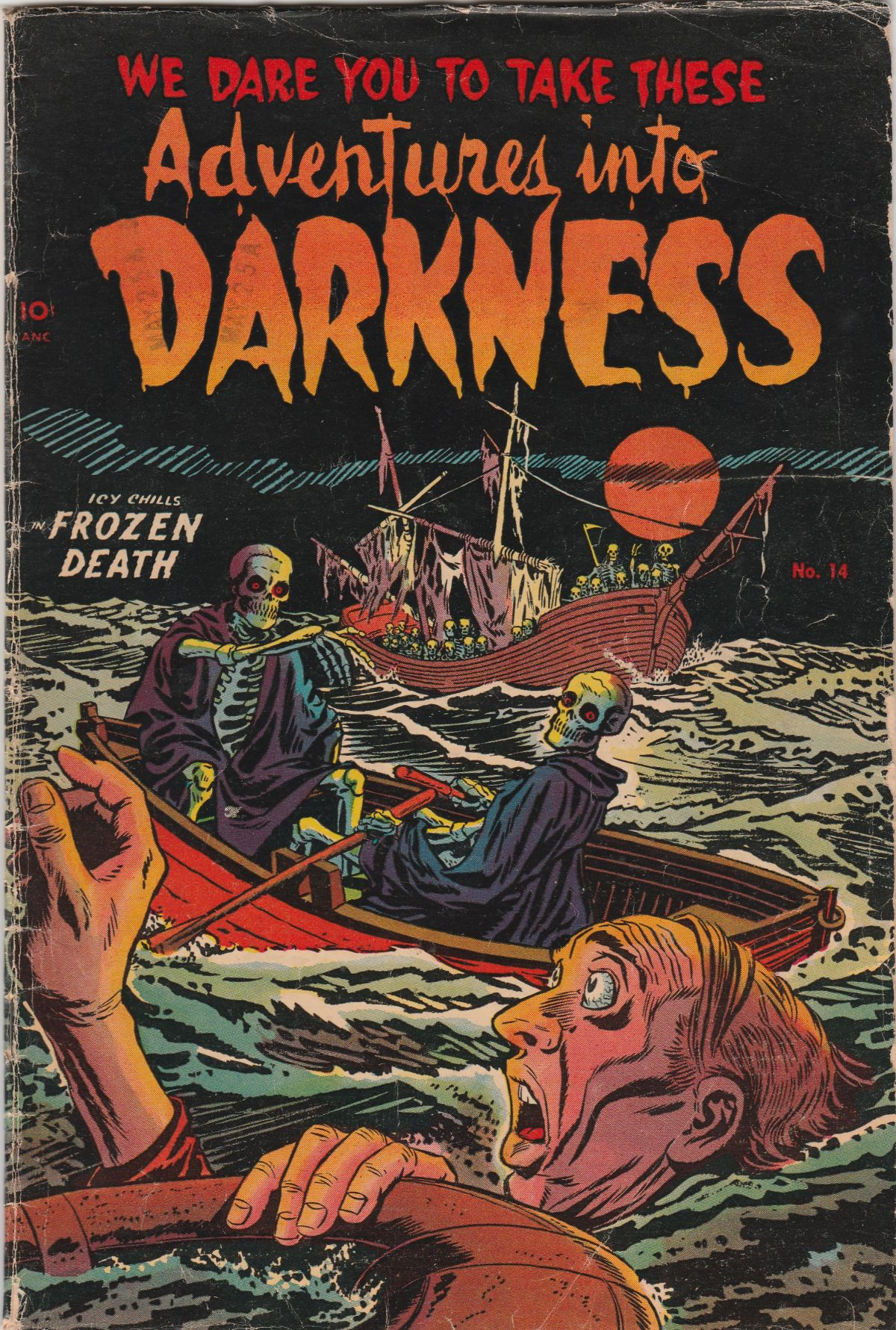
Exemple de comics d'horreur : Adventures Into Darkness no 14 (juin 1954).

Ce déclin progressif des comics va de pair avec la montée de critiques, parfois violentes, issues de mouvements religieux ou d'associations de parents qui reprochent aux comic books de présenter aux enfants des images violentes ou sexualisées ne pouvant que les détourner du droit chemin. Pour montrer leur colère, certains vont jusqu'à organiser des autodafés. En 1954, le docteur Fredric Wertham publie Seduction of the Innocent, dans lequel il affirme que les comics (notamment ceux de super-héros, d'horreur et policiers) favorisent la délinquance chez les jeunes lecteurs. L'ouvrage obtient un grand écho auprès des parents et suscite un climat défavorable aux comics. Cette montée des critiques, relayée par la presse, pousse l'État fédéral à enquêter et à mettre en place en 1953 un sous-comité sénatorial sur la délinquance juvénile chargé de déterminer si les accusations portées contre les comics sont valables. Les audiences publiques ont lieu d'avril à juin 1954 et recueillent les témoignages de Fredric Wertham et William Gaines, l'éditeur de EC Comics, mais aussi des dessinateurs Walt Kelly et Milton Caniff, de personnes travaillant pour des maisons d'édition ou de distribution, ou encore de psychanalystes et d'avocats.
Craignant que le rapport d'enquête n'aboutisse à la mise en place d'une censure d'État, les éditeurs décident de prendre les devants en fondant le Comics Code Authority. Cet organisme, financé par les éditeurs, est chargé de vérifier que ceux-ci respectent un code moral très strict, sous peine de ne pas recevoir son approbation. L'industrie cinématographique avait déjà fait de même en créant en 1930 le code Hays. Cette décision devance les recommandations du sous-comité sénatorial qui refuse la censure des comics tout en invitant les éditeurs à s'auto-réguler. L'absence du sceau du Comics Code sur un comics se traduit bientôt par un rejet des distributeurs envers eux, à l'exception des comics qui s'adressent visiblement aux plus jeunes, comme les adaptations des dessins animés de Walt Disney ou des Looney Tunes. Les ventes de comics ne cessent de diminuer et de plus en plus d'éditeurs disparaissent ou sont obligés de réduire le nombre de séries qu'ils publient. La firme Timely, qui avait essayé de relancer ses super-héros Captain America, Human Torch et Submariner, sort son dernier comics de super-héros, un numéro de Submariner Comics, en octobre 1955 pour se concentrer sur des histoires de robots ou de monstres de science-fiction. DC continue de publier les aventures de Superman, Batman et Wonder Woman, mais les scénarios souffrent de l'auto-censure que s'imposent leurs créateurs. Ainsi s'achève l'âge d'or des comics.

## Aspects économiques

### Production

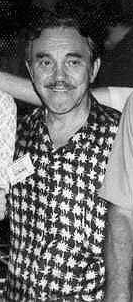
Jerry Iger en 1972.

Durant l'âge d'or, on distingue deux façons de produire les histoires qui constituent un comic book : soit la maison d'édition engage elle-même des artistes qui créent, écrivent et dessinent des histoires pour elle, soit c'est un studio qui signe un contrat pour produire des séries que l'éditeur se charge ensuite de publier. Alors que cette méthode de production est la plus importante durant l'avant-guerre, elle perd ensuite de son attrait et les éditeurs préfèrent s'attacher les auteurs plutôt que de sous-traiter la conception des histoires.

Historiquement, le premier studio à proposer ses services aux éditeurs est celui de Harry Chesler qui organise le travail des artistes pour une rentabilité maximum. Les scénaristes écrivent leurs histoires dans le hall du bâtiment occupé par le studio ou chez eux. Ils transmettent ensuite leurs manuscrits aux dessinateurs qui sont assemblés dans une seule grande pièce. Les planches passent entre les mains de plusieurs dessinateurs qui se chargent seulement d'un aspect du travail. Les pages doivent être rapidement achevées pour être livrées au plus tôt à l'un des éditeurs que Chesler a comme client. Cette méthode de travail est partagée par plus d'une douzaine de studios dont celui de C. C. Beck et Pete Constanza qui réalise les aventures de Captain Marvel ou celui de Will Eisner et Jerry Iger. Pour produire une page, le travail est divisé et chaque artiste doit se concentrer sur une partie de la tâche. Ainsi, la planche est d'abord crayonnée grossièrement puis cette esquisse est améliorée par un deuxième dessinateur avant de passer au lettreur et enfin à l'encreur. Parfois s'ajoutent un dessinateur spécialisé dans les décors et une personne, souvent un jeune aspirant dessinateur, chargée de nettoyer les planches des traces de crayons.

Les auteurs sont le plus souvent rémunérés à la page, bien que certains artistes plus notables reçoivent un salaire, et les dessinateurs gagnent généralement plus que les scénaristes. Selon Stan Lee, légende de Marvel Comics, il est alors impossible pour un scénariste de faire ce métier par pur intérêt financier, tant le salaire est faible. Les sommes perçues par les dessinateurs sont elles aussi très faibles, oscillant entre 2 et 3 $ la planche, et ni eux ni les scénaristes ne peuvent compter sur les intérêts parfois dégagés par les droits d'auteur ou le copyright : une fois que le scénario ou la planche ont été livrés, l'éditeur devient propriétaire du travail des auteurs, qui ne peuvent dès lors espérer toucher aucune rétribution supplémentaire. Les artistes acceptent ce travail ingrat pour subvenir à leurs besoins mais rêvent le plus souvent de le quitter pour dessiner des comic strips, car la paie y est bien meilleure. Ceci est particulièrement vrai lorsque les dessinateurs travaillent pour des studios, qui sont souvent comparés à des sweatshops car le travail se fait à la chaîne, sans reconnaissance et pour une paie modique. Ainsi Harry Chesler paie ses artistes 20 $ pour 4 ou 5 pages.
Dans les années 1950, la situation financière des auteurs s'améliore, et les salaires perçus par les scénaristes se rapprochent de ceux des dessinateurs ; ils oscillent désormais entre 5 et 10 $ la planche. Les séries changent souvent de dessinateurs tandis que ceux-ci restent anonymes, et il arrive que les histoires soient signées par le seul créateur du personnage, sans même que celui-ci ait participé à l'œuvre. Ainsi, seul Bob Kane est crédité pour la création de Batman, et son nom est le seul à apparaître sur les histoires alors qu'il délègue la majeure partie du travail à des collaborateurs. La reconnaissance de ces artistes viendra bien plus tard, lorsque des passionnés des comics de cette période retrouveront leur nom. Les comics coûtent alors 10 cents et comportent entre 64 et 96 pages. Les anthologies proposent plusieurs histoires de héros différents, et si l'un d'entre eux devient populaire, il obtient alors son propre comics, dans lequel les histoires seront alors exclusivement consacrées à ce personnage. Il arrive que des histoires s'étendent sur plusieurs numéros.
Après-guerre, les conditions de production des comics évoluent, car les éditeurs recourent de moins en moins aux studios et préfèrent engager directement les artistes. Ceci amène le développement de styles et de genres propres à chaque maison d'édition. Certaines, comme DC Comics ou Fawcett Comics, continuent à privilégier les comics de super-héros alors que d'autres se spécialisent dans d'autres genres. Dell Comics édite des comics mettant en scène des personnages de dessins animés Disney ou Warner, MLJ développe sa ligne de comics humoristiques avec les aventures d'Archie Andrews, et Lev Gleason Publications, créée en 1939, propose des comics policiers. Parmi ces derniers, Crime Does Not Pay sous la houlette de Charles Biro et Bob Wood influence profondément les comics des années 1950. Lev Gleason, qui recrute des artistes de talents comme Dan Barry, George Tuska ou Jack Cole, est l'un des rares éditeurs à partager les profits avec des artistes attitrés.

### Diffusion

#### Aux États-Unis
À l'époque, les comics sont vendus essentiellement chez les marchands de journaux et dans les drugstores. Des sociétés de distribution comme American News Company acheminent les comics dans l'ensemble du pays. Pour que leurs comics restent plus longtemps sur les présentoirs et ne soient pas retirés dès la fin du mois, les éditeurs mettent sur la couverture une date volontairement erronée, de sorte que la date réelle devance le plus souvent de deux mois la date inscrite. Cette ruse n'apparaît pourtant pas très utile, car les comics connaissent un très grand succès et les ventes sont importantes. C'est le cas d'Action Comics, vendu régulièrement à environ 900 000 exemplaires, et de Superman, le comic book qui détient un moment le record de ventes avec 1 300 000 d'exemplaires. Les maisons d'édition connaissant les meilleures ventes sont DC Comics, Quality Comics et Fawcett Comics, mais d'autres éditeurs, comme Timely Comics, connaissent aussi des pics de ventes à plus d'1 000 000 d'exemplaires.
De tels chiffres de ventes attirent les éditeurs, qui multiplient le nombre de comics diffusés. Ainsi, en juin 1941, 115 comic books sont sur les présentoirs, et en septembre 1941, il en est prévu 136, d'après la revue Writers Digest de juin 1941. On estime que près de 60 millions de jeunes Américains lisent des comics à cette date. En 1943, 25 millions de comics sont vendus chaque mois et dans l'immédiat après-guerre, le succès ne se dément pas. Ainsi, en 1946, DC Comics vend 26 millions de titres durant le premier trimestre. Les comics n'intéressent plus seulement les plus jeunes, mais aussi de jeunes adultes qui ont servi pendant la guerre et qui ont grandi avec les comics. Dès lors, des sources de l'époque montrent que la moitié de la population américaine lit des comic books. Les enfants et les adolescents sont les plus nombreux, mais des adultes lisent aussi des comics qui tendent à se diversifier pour toucher ces lecteurs plus âgés. Les publicitaires, d'ailleurs, ne s'y trompent pas et diffusent dans les comics des annonces pour des objets ou des services à destination d'adultes.
Après l'instauration du Comics Code, de nombreuses maisons d'édition comme EC Comics ou Lev Gleason Publications connaissent des difficultés financières. Ne pouvant diffuser leurs comics qui seraient rejetés par le Comics Code, elles disparaissent, entraînant dans leur chute les sociétés de distribution. Ainsi en est-il de Leader News, qui distribuait les EC Comics et qui fait faillite. Ceci entraîne la fin d'autres maisons d'édition, qui ne sont plus distribuées, comme Mainline Comics, dirigée par Joe Simon et Jack Kirby. À cela s'ajoute la disparition de American News Company qui cesse son activité de distributeur de presse après avoir été poursuivi en justice pour abus de position dominante. Il avait en effet pour clients plus de la moitié des éditeurs, et cet évènement est considéré par certains historiens des comics, à l'instar d'Amy Kiste Nyberg, comme étant la cause principale de la fin de l'âge d'or.

#### Exportations
Les comics de l'âge d'or s'exportent facilement dans le monde occidental. En Europe, les premiers comic strips américains sont très tôt traduits et publiés. En France, Buster Brown de Richard Outcault est procurable dès les débuts du XXe siècle. Mais ce sont les bandes dessinées produites pour Walt Disney qui font connaître les comics américains ; à ce titre, le premier numéro du Journal de Mickey sort en France le 21 octobre 1934. Les héros des comic strips s'installent alors dans les magazines pour la jeunesse, puis vient le tour des personnages des comic books. Superman, renommé « Yordi », est publié en France dès 1939 dans la revue Aventures éditée par les éditions SAGE. Quelques aventures du héros paraissent dans le Journal de Spirou ; il y est cette fois appelé « Marc, l'Hercule moderne ».
La situation politique et l'influence des Églises empêchent cependant parfois l'importation des comics. C'est le cas en Allemagne, en Italie et en Espagne, dont les gouvernements sont antiaméricains, et en Belgique et aux Pays-Bas où l'Église catholique voit d'un mauvais œil ces magazines qui paraissent violents et trop sexualisés. La guerre interdit ensuite le commerce des comics, et il faut attendre la Libération pour que les soldats américains amènent avec eux les comics. En France, la publication de ceux-ci est rapidement interrompue après l'instauration en 1949 d'un organisme de censure qui empêche la publication de nombreuses séries.
Au Canada, les comics books trouvent facilement leur lectorat. Mais en 1941, afin de limiter le déficit commercial avec les États-Unis, le gouvernement promulgue une loi interdisant l'importation de plusieurs produits américains, parmi lesquels les périodiques de fiction. Les comics disparaissent durant toute la guerre pour ne revenir qu'en 1947. Ce retour est toutefois compliqué par une loi qui en 1948 interdit l'édition de comics mettant en scène des crimes. Cela n'empêche pas la société Superior de publier les EC Comics. L'édition se fait alors à partir des plaques d'imprimerie américaines qui sont directement vendues aux éditeurs canadiens. Cette vente rapporte à l'éditeur américain entre 200 et 300 $ pour un comics.

## Aspects artistiques

### Écriture
L'art du récit dans les comics de l'âge d'or se caractérise surtout par sa relative vacuité, qui va jusqu'à l'absence de fil narratif. Les histoires sont simplistes et se contentent de montrer la lutte d'un héros contre un malfaiteur, aboutissant à des scénarios médiocres qui ne peuvent améliorer la qualité générale du comics. C'est cependant l'écriture qui constitue l'élément essentiel du comics, car le dessin sert davantage à illustrer qu'à faire avancer le récit. Cette prédominance de l'écrit se marque par l'usage du récitatif, qui décrit ce qu'il se passe dans la case ou sert à lier les actions présentées ; ces cases descriptives sont à rapprocher des cartons utilisés dans le cinéma muet. Les dialogues, quant à eux, sont pauvres et n'ont en aucun cas vocation à provoquer la réflexion du lecteur. Enfin, l'écrit se retrouve aussi dans les bulles utilisées pour montrer les pensées des personnages, qui servent aussi bien à illustrer des monologues intérieurs qu'à dévoiler les blagues narquoises que le héros s'adresse à lui-même ou ses réflexions sur le discours tenu par un autre personnage.

### Dessin

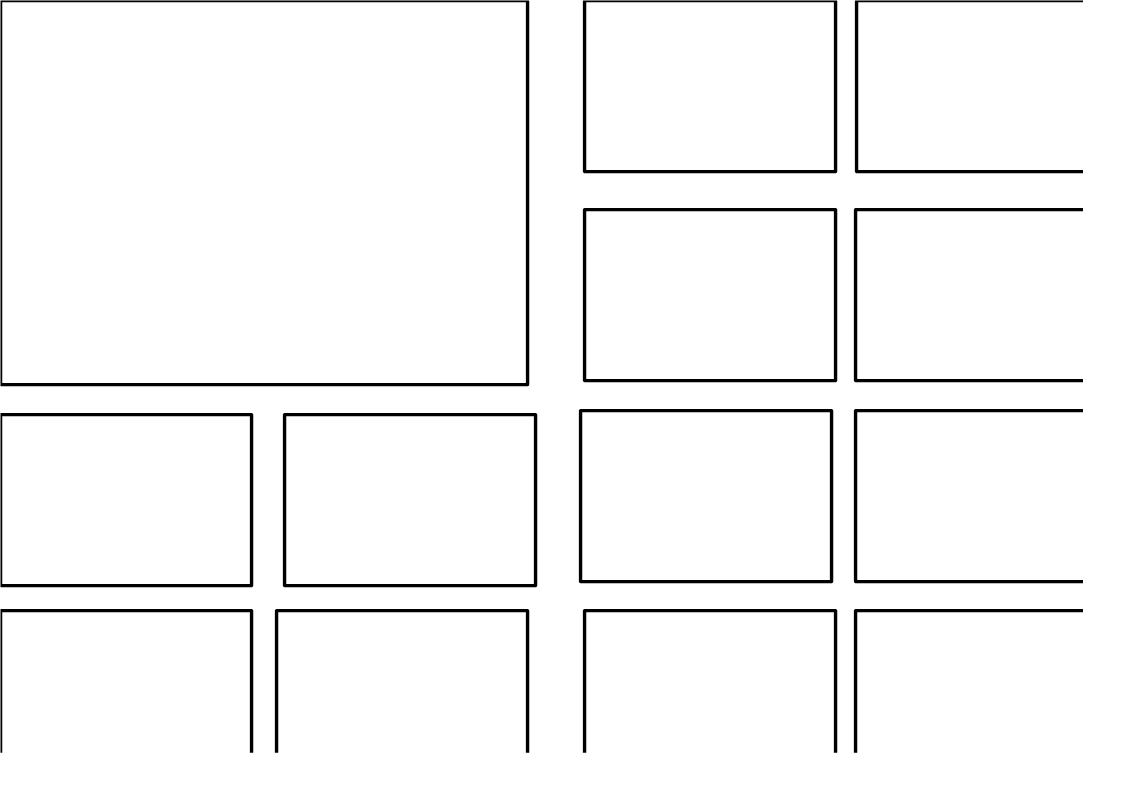
Exemple de gaufrier utilisé en bandes dessinées.

Au début de l'âge d'or, les dessins sont de qualité très faible, et ce d'autant plus par comparaison avec les grandes séries de comic strips de l'époque. Le dessin n'est pas vu comme un art, mais comme un outil pour servir un récit simple. Dans cette optique, le dessin lui-même est simple, sans recherche originale. Les artistes s'accommodent de cela d'autant plus facilement qu'ils voient dans ce métier de dessinateur de comics une étape vers un travail plus sérieux, par exemple dessinateur de publicité. Cela ne nuit cependant pas aux ventes. La mise en page suit un modèle classique constitué d'un gaufrier, disposant dans la plupart des cas de huit cases. Ce choix pour disposer les cases est dicté dans un premier temps par le format des comic strips qui sont utilisés pour créer le comic book. La première page de l'histoire déroge à ce cadre en regroupant le plus souvent les quatre premières cases en une seule, permettant de présenter le héros. Peu à peu, ce dessin s'étale et finit par occuper toute la page. Alors que la forme même de la case, voire son absence, peut être utilisée pour créer du sens (il en est ainsi de la présence d'une case longue entourée de cases plus petites qui donne l'impression d'une durée de l'action plus grande), à l'époque ces effets sont inconnus. Les pages gardent alors un format en gaufrier où chaque vignette est traitée comme l'image d'une action saisie dans sa réalisation, sans qu'une réflexion sur la séquentialité n'apparaisse.
Le dessin de couverture a ses propres particularités. Il doit attirer le lecteur potentiel qui a le choix entre des dizaines de comics, et tous les moyens sont bons pour atteindre ce but. Les couleurs sont vives, voire criardes, les scènes représentées sont souvent violentes, voire sanglantes, et n'oublient pas d'insuffler de l'érotisme. Ces couvertures peuvent n'avoir aucun rapport avec le contenu du comics, comme c'était déjà le cas avec les couvertures des pulps.

## Raisons du succès
Les comics de l'âge d'or connaissent un très grand succès malgré des scénarios ou des dessins souvent faibles. Des artistes émergent de l'ensemble médiocre et la qualité des œuvres s'améliore avec les années mais selon les critiques ce n'est pas cela qui explique l'attrait important de la population pour les comics. La première raison qui est avancée est l'adéquation entre les attentes du public et l'offre éditoriale. Alors que les États-Unis subissent les conséquences de la Grande Dépression de 1929, les comics proposent des histoires qui permettent au lecteur de s'évader de son quotidien morose et difficile et ceci est d'autant plus vrai lorsque les personnages sont des super-héros. De plus le faible prix de ces magazines qui comportent souvent plus de 64 pages facilite l'accès des enfants et des adolescents à cette littérature dessinée.
D'autres explications, qui tiennent plus de la psychologie, ont été avancées. Elles ressortent toutes de la notion générale d'identification qui suppose que le destinataire d'une œuvre narrative s'identifie aux personnages de l'histoire. La bande dessinée, grâce à la simplification des traits, facilite cette identification et l'aspect merveilleux des héros ajoute un attrait supplémentaire. Des personnages tels Superman possèdent en effet une double identité : Clark Kent est un individu quelconque, comme le lecteur, mais il est aussi Superman qui vainc tous ses ennemis. En poussant l'identification plus loin, le succès s'accroît et l'enfant préfère Captain Marvel qui est le double super-héroïque d'un pré-adolescent semblable au lecteur. De même, selon le docteur Fredric Wertham, les comics attirent aussi les jeunes en présentant des images violentes et sexualisées. Même si naturellement l'enfant ne recherche pas ce genre d'images, il est soumis à la pression du groupe et par habitude va finalement rechercher à satisfaire un désir factice en lisant des comic books.

## Aspects idéologiques
Sous leur apparence de simples divertissements, les comics peuvent souvent servir à diffuser des idées politiques. Dès l'origine, ils sont à l'unisson de la société américaine. L'essor économique des États-Unis grâce au New Deal se reflète dans l'envol des super-héros. Par la suite, lorsque les États-Unis s'engagent dans la Seconde Guerre mondiale, les personnages sont utilisés pour exprimer l'effort de guerre : ils promeuvent des engagements de soutien financier et servent d'outils de propagande. Dans l'immédiat après-guerre, les comics tendent à délaisser le monde réel et ses problèmes pour proposer des univers féériques, et rallier un idéal de paix universel et de lutte contre les petitesses de l'homme, idéal dans lequel se réaliserait le « rêve américain ». DC Comics, à partir de 1949, insère dans ses œuvres des textes prônant des valeurs telles que la tolérance, la coopération ou la solidarité, et Fawcett Comics publie les aventures de Radar, the international Policeman, qui lutte sous la direction des « quatre grandes puissances [États-Unis, Royaume-Uni, URSS et Chine] » contre les fascistes et le capitalisme sauvage.
Plus tard, néanmoins, lorsque l'URSS se dote de l'arme atomique et que ses relations avec les Américains sont des plus tendues dans un contexte de Guerre froide, les comics font souvent apparaître dans leurs pages des communistes dans le rôle d'antagonistes.
Durant cette même période, l'effacement des super-héros peut se voir comme un effet du repli sur soi des États-Unis et se lie à un délaissement du monde réel, jugé ambigu, au profit d'une imagerie simpliste et niaise. Batman n'est ainsi plus un justicier de l'ombre mais un assistant de la loi, et le Joker n'est plus un criminel psychopathe mais un escroc amusant.
Les propos qui se retrouvent dans les comics ne sont pas nécessairement politiques et une vision de la société américaine s'y développe, à l'instar de la place de la femme, qui suit le modèle traditionnel : le mariage est une fin évidente, un rêve, pour lequel les jeunes femmes doivent tout sacrifier. Cette valorisation du mariage et de la femme au foyer est particulièrement visible dans les comics de romance qui montrent des jeunes femmes avides de liberté seulement si finalement elles abandonnent leurs désirs pour se consacrer à l'homme qu'elles aiment. L'univers des super-héros dans le même temps valorise l'homme et relègue la femme au rôle de sous-fifre. Les super-héroïnes sont très rares et lorsqu'elles apparaissent elles sont souvent des versions féminines de héros. Ainsi, Supergirl est une réplique féminine de Superman et Mary Marvel l'est de Captain Marvel. Ceci correspond à la représentation de la femme qui, dans la société américaine de l'époque, est toujours soumise à son époux.

## Relation avec les autres médias
Les comics entretiennent de nombreux liens avec les autres médias et en premier lieu avec les pulps et le cinéma. Les auteurs s'inspirent des arts qui les entourent, et ces deux formes populaires sont des sources évidentes. Ainsi Bob Kane, pour créer Batman, reprend-il les caractéristiques de personnages marquants de films tels le Zorro de Douglas Fairbanks (dans Le Signe de Zorro) ou le Dracula de Béla Lugosi (dans Dracula). Parfois, les films ne servent pas simplement d'inspiration mais sont entièrement adaptés, comme les westerns dans lesquels joue Gene Autry. Ceci est une pratique courante et nombreux sont les éditeurs qui produisent des séries de comics consacrées à des adaptations de films. D'autres fois, c'est même une personnalité du cinéma qui apparaît dans un comics, non pas en reprenant ses rôles du grand écran, mais dans des aventures originales ; c'est le cas de John Wayne, à qui est consacré un comics de 1949 à 1955. Les livres aussi peuvent servir d'inspiration, notamment auprès des éditeurs de Gilberton, qui adaptent des classiques de la littérature pour leur série Classics Illustrated. William Gaines et Al Feldstein reconnaissent, quant à eux, une dette envers les feuilletons radiophoniques qui diffusent des récits fantastiques.
Si les comics sont redevables aux autres arts, l'inverse est aussi vrai. Les comic strips puis les comic books ont en effet été adaptés par la littérature, la radio ou le cinéma. En 1942, Superman est le premier personnage de comic book dont les aventures sont racontées dans un roman, écrit par George Lowther et illustré par Joe Shuster. La radio aussi reprend des personnages connus de bandes dessinées, comme Blondie, de Chic Young, qui est adapté en série de 1939 à 1950, ou Superman, dont la série commence en 1940. Superman est d'ailleurs présent en dessin animé entre 1941 et 1943, puis dans un serial en 1948 avec Kirk Alyn dans le rôle-titre, et dans un film de Lee Sholem, en 1951, où il est interprété par George Reeves, qui reprend le rôle à la télévision de 1952 à 1958. Le premier super-héros à apparaître sur un écran est toutefois Captain Marvel, dont le serial en 12 épisodes est diffusé dès 1940. Les relations entre les comics et les autres médias sont donc importantes et les influences réciproques constantes, comme le montre le personnage d'Alfred Pennyworth. Il apparaît pour la première fois dans Batman no 16 d'avril 1943, puis est présent dans le serial Batman, mais l'acteur ne ressemble pas au personnage du comics ; ce dernier, dans ses apparitions ultérieures, est alors transformé pour que sa silhouette soit identique à celle de l'acteur du serial.